# Berador Abduraimov
Berador Abduraimov (in uzbeko: Берадор Абдураимов, in russo Берадор Хасанович Абдураимов?, Berador Chasanovič Abduraimov; Tashkent, 14 maggio 1943) è un allenatore di calcio ed ex calciatore sovietico, di ruolo attaccante.

## Palmarès

### Giocatore

#### Club

##### Competizioni nazionali
- Pervaja Liga: 1

Paxtakor: 1972

#### Individuale
- Capocannoniere della Vysšaja Liga: 1

1968 (22 gol)

### Allenatore

#### Competizioni nazionali
- Coppa dell'Uzbekistan: 2

Navbahor Namangan: 1992, 1995